# Захід-2021
«Захід-2021» — спільні стратегічні навчання (ССН) Збройних сил Російської Федерації і Республіки Білорусь, які відбулися з 10 по 16 вересня 2021 року. За даними з Міністерства оборони Російської Федерації у навчаннях мали взяти участь близько 200 тис. військових, до 760 одиниць техніки і 15 кораблів.

## Загальна інформація
ССН було плановим заходом і проводилось раз на два роки відповідно до Рішення президента Російської Федерації і президента Республіки Білорусь від 29 вересня 2009 року.

Перший заступник Міністра оборони Республіки Білорусь генерал-майор Віктор Гулевич заявив, що: 
«Захід-2021» носить суто оборонний характер, і його проведення не несе ніякої загрози ні для європейської спільноти в цілому, ні для сусідніх країн зокрема. «Захід-2021» носить плановий характер і є завершальним етапом в системі спільної підготовки збройних сил Білорусі і Росії в цьому році. Перш за все, воно спрямоване на підвищення навченості військ зі складу регіонального угруповання, призначеної для забезпечення безпеки в Східно-Європейському регіоні.

## Російсько-українська війна
За словами американського генерала та голови Об'єднаного комітету начальників штабів США Марка Міллі, спостереження за «Західом-2021» допомогли американській розвідці передбачити неминучість російського вторгнення в Україну. Це сталося тому, що навчання були набагато більшими за масштабом, обсягом, складом і тривалістю, ніж попередні навчання. Після навчань Міллі провів брифінг із президентом США Джо Байденом щодо серйозності російської загрози щодо України.

## Місце проведення
Для відпрацювання завдань навчань на території Білорусії був задіяний 230-й загальновійськовий полігон «Обуз-Лесновський», 174-й навчальний полігон ВВС і військ ППО «Доманівський», 210-й авіаційний полігон «Ружанський» і полігон «Брестський». А також 9 полігонів Росії («Кирилівський», «Струги Червоні», «Муліно», «Погоново», «Хмелівка», «Правдинський», «Добровольський», «Дорогобуж», «Вольський»).

## Чисельність сил і техніки
У навчаннях мали залучити до 760 одиниць бронетанкової техніки, в тому числі близько 290 танків; близько 240 одиниць артилерії і РСЗВ; понад 80 літаків і вертольотів. На території Росії мали бути задіяні 400 білоруських військовослужбовців і понад 30 одиниць бойової техніки. Також, Міністерство оборони Республіки Білорусь заявляло, що після проведення навчань всі війська і техніка повернуться до пунктів постійної дислокації.